# Auriculaiana aeda
Espèce
Synonymes
- Auricula aeda Irfan, Zhang & Peng, 2022

Auriculaiana aeda est une espèce d'araignées aranéomorphes de la famille des Linyphiidae.

## Distribution
Cette espèce est endémique du Yunnan en Chine,. Elle se rencontre dans les xians de Fugong, de Longling et de Tengchong.

## Description
Le mâle holotype mesure 2,24 mm et la femelle paratype 2,17 mm.

## Systématique et taxinomie
Cette espèce a été décrite sous le protonyme Auricula aeda par Irfan, Zhang et Peng en 2022. Le nom Auricula Irfan, Zhang & Peng, 2022 étant préoccupé par Auricula Lamarck, 1799, il a été remplacé par Auriculaiana par Irfan, Zhang et Peng en 2023.

## Publication originale
- Irfan, Zhang & Peng, 2022 : « Survey of Linyphiidae (Arachnida: Araneae) spiders from Yunnan, China. » Megataxa, vol. 8, no 1, p. 1-292.